# والتر إيفز
والتر إيفز (بالإنجليزية: Walter Ives)‏ هو موظف مدني أسترالي، ولد في 26 أغسطس 1917، وتوفي في 20 ديسمبر 2006.